# Волкова (Тюменская область)
Волкова — упразднённая деревня в Тобольском районе Тюменской области России. Входила в состав Полуяновского сельсовета. Упразднена в 2004 году, в связи с прекращением существования.

## География
Располагалась на северо-западном берегу озера Волково, в 1,5 километрах (по прямой) к югу от деревни Полуянова.

## История
До 1917 года входила в состав Белишевской волости Тобольского уезда Тобольской губернии. По данным на 1926 год состояла из 60 хозяйств. В административном отношении входили в состав Полуяновского сельсовета Тобольского района Тобольского округа Уральской области.

## Население
| 1989 | 2002 |
| ---- | ---- |
| 0    | →0   |

По данным переписи 1926 года в деревне проживало 309 человек (135 мужчин и 174 женщины), в том числе: русские составляли 100 % населения.